# Anel local
Em matemática, um anel local é um anel com um único ideal maximal. Neste caso se {\displaystyle A} é um anel local e m é seu ideal maximal então o quociente {\displaystyle k=A/m} é um corpo, chamado de corpo residual de {\displaystyle A}.
Por exemplo, todo corpo é um anel local cujo ideal maximal é o ideal nulo. Mas nem todo anel local é corpo, por exemplo o anel das séries de potências formais {\displaystyle \mathbb {R} [[x]]} é um anel local com ideal maximal o ideal gerado por {\displaystyle x} e não é corpo pois {\displaystyle x} não é nulo e mesmo assim não é invertível.
Anéis locais são comparativamente simples, e servem para descrever o que é chamado de "comportamento local", no sentido de funções definidas sobre variedades algébricas ou variedades, ou de corpo numérico algébrico examinado em um local ou primo. Álgebra local é o campo da álgebra comutativa que estuda anéis locais e seus módulos.
O conceito de anéis locais foi introduzido por Wolfgang Krull em 1938 sob o nome em alemão Stellenringe. O nome em inglês local ring, de onde deriva esta nomenclatura em português, é devido a Oscar Zariski.